# Stiliger oophaga
Stiliger oophaga är en snäckart som först beskrevs av Henning Mourier Lemche 1972.  Stiliger oophaga ingår i släktet Stiliger och familjen Stiligeridae. Inga underarter finns listade i Catalogue of Life.